# Soana (torrent)
Pour les articles homonymes, voir Soana.
La Soana est un torrent piémontais, affluent principal de l'Orco.

## Parcours
Plusieurs torrents de montagne se rejoignent au-dessus de la localité de Piamprato (it), un hameau de la commune de Valprato Soana, pour former la Soana. Ce torrent traverse ensuite la vallée éponyme pour se jeter dans l'Orco à Pont-Canavese.

## Affluents principaux
- Rio Giassetto : il naît sur le versant occidental de la vallée Bocchetta delle Oche et rejoint la Soana sur sa rive droite près de Piamprato (it).
- Torrent Campiglia : il parcourt le vallon homonyme et rejoint la Soana sur sa rive droite à valle di Chiesale sur la commune de Campiglia Soana.
- Torrent Forzo : il parcourt le vallon homonyme et rejoint la Soana sur sa rive droite à Bosco sur la commune de Ronco Canavese.